# Hyde Jekyll, na
Hyde Jekyll, na (hangeul: 하이드 지킬, 나, latinizzazione riveduta: Ha-ideu Jikil, na, lett. Hyde Jekyll, io; titolo internazionale Hyde, Jekyll, Me) è una serie televisiva sudcoreana trasmessa su SBS dal 21 gennaio al 26 marzo 2015. È basata sul webtoon di Lee Choong-ho Jekyll-baksaneun Hyde-ssi (지킬박사는 하이드씨, lett. Il dottor Jekyll è il signor Hyde), che dà una svolta romantica al personaggio letterario ideato nel 1886 da Robert Louis Stevenson per il suo romanzo Lo strano caso del dottor Jekyll e del signor Hyde.

## Trama
Gu Seo-jin gestisce il parco a tema Wonder Land e, apparentemente, ha tutto: aspetto, cervello, denaro, ed è il favorito per la posizione di nuovo amministratore delegato del Wonder Group, il chaebol di famiglia, anche se suo cugino Ryu Seung-yeon, gestore del Wonder Hotel, rivaleggia con lui per la stessa carica. Ma, in realtà, Seo-jin soffre di disturbo dissociativo dell'identità: ogniqualvolta il suo battito cardiaco supera 150, emerge Robin, un'altra personalità che, al contrario del freddo e cinico Seo-jin, è gentile e altruista. Il disturbo è iniziato quindici anni prima, probabilmente per manifestare il senso di colpa relativo ad un incidente traumatico avvenuto a quei tempi. A causa della malattia, Seo-jin evita tutto ciò che potrebbe causare la comparsa di Robin, anche se ciò significa nascondersi al resto del mondo e abbandonare ogni rapporto umano.
Jang Ha-na è appena tornata in Corea dopo aver trascorso parecchi anni negli Stati Uniti con il Cirque du Soleil. Come suo nonno e suo padre prima di lei, è pronta a incaricarsi della gestione dello spettacolo circense a Wonder Land, che un tempo era l'attrazione principale del parco. Ha-na giura di salvare il circo in declino e sogna di riportarlo alla gloria perduta, ma si trova a cozzare con Seo-jin, che vuole sbarazzarsene a causa del poco successo e del costo troppo alto. L'uomo, inoltre, si accorge che, in presenza della ragazza, il suo battito cardiaco accelera in maniera preoccupante. I due si ritrovano ulteriormente coinvolti quando la dottoressa di Seo-jin, dopo aver trovato una cura per il suo disturbo, viene rapita da un assalitore misterioso che quasi uccide Ha-na, rendendola l'unica testimone del reato. L'esperienza traumatica ha causato un blocco della memoria della ragazza, che, non riuscendo più a ricordare il volto del colpevole, si reca dall'ipnoterapeuta Yoon Tae-joo per essere aiutata. Con la vita di Ha-na in pericolo, Robin inizia ad apparire più spesso e la giovane si innamora di lui, con disappunto di Seo-jin.

## Personaggi
- Gu Seo-jin/Robin, interpretato da Hyun Bin
- Jang Ha-na, interpretata da Han Ji-min e Hyun Seung-min (da giovane)
- Yoon Tae-joo, interpretato da Sung Joon
- Min Woo-jung, interpretata da Lee Hyeri

### Personaggi secondari
- Kwon Young-chan, interpretato da Lee Seung-joon
- Ryu Seung-yeon, interpretato da Han Sang-jin
- Kang Hee-ae, interpretata da Shin Eun-jung
- Gu Myung-han, interpretato da Lee Deok-hwa
- Han Joo-hee, interpretata da Kim Do-yeon
- Sung Seok-won, interpretato da Kwak Hee-sung
- Choi Seo-hee, interpretata da Lee Se-na
- Detective Na, interpretato da Lee Joon-hyuk
- Park Hee-bong, interpretato da Moon Yeong-dong
- Lee Eun-chang, interpretato da Lee Won-keun
- Cha Jin-joo, interpretata da Oh Na-ra
- Direttore Min, interpretato da Maeng Sang-hoon

## Ascolti
| Episodio | Data di trasmissione | Dati TNMS           | Dati TNMS                  | Dati AGB            | Dati AGB                   |
| Episodio | Data di trasmissione | A livello nazionale | Area metropolitana di Seul | A livello nazionale | Area metropolitana di Seul |
| -------- | -------------------- | ------------------- | -------------------------- | ------------------- | -------------------------- |
| 1        | 21 gennaio 2015      | 10,2%               | 13,2%                      | 8,6%                | 9,6%                       |
| 2        | 22 gennaio 2015      | 8,8%                | 11,7%                      | 8,0%                | 8,6%                       |
| 3        | 28 gennaio 2015      | 7,2%                | 8,5%                       | 7,4%                | 8,6%                       |
| 4        | 29 gennaio 2015      | 7,7%                | 8,6%                       | 6,6%                | 7,1%                       |
| 5        | 4 febbraio 2015      | 6,2%                | 8,5%                       | 5,9%                | 6,3%                       |
| 6        | 5 febbraio 2015      | 6,7%                | 8,7%                       | 5,3%                | 5,4%                       |
| 7        | 11 febbraio 2015     | 5,5%                | 8,5%                       | 5,1%                | 5,2%                       |
| 8        | 12 febbraio 2015     | 6,9%                | 8,8%                       | 6,2%                | 7,0%                       |
| 9        | 18 febbraio 2015     | 5,4%                | 8,5%                       | 4,7%                | 5,0%                       |
| 10       | 19 febbraio 2015     | 5,5%                | 8,7%                       | 5,4%                | 5,3%                       |
| 11       | 25 febbraio 2015     | 4,9%                | 8,7%                       | 5,6%                | 6,4%                       |
| 12       | 26 febbraio 2015     | 5,7%                | 8,5%                       | 5,2%                | 5,6%                       |
| 13       | 4 marzo 2015         | 4,0%                | 8,5%                       | 3,8%                | 4,1%                       |
| 14       | 5 marzo 2015         | 5,3%                | 8,8%                       | 4,7%                | 4,6%                       |
| 15       | 11 marzo 2015        | 3,9%                | 7,9%                       | 3,8%                | 3,2%                       |
| 16       | 12 marzo 2015        | 5,1%                | 8,4%                       | 3,9%                | 3,5%                       |
| 17       | 18 marzo 2015        | 3,6%                | 4,5%                       | 3,5%                | 3,9%                       |
| 18       | 19 marzo 2015        | 4,5%                | 5,3%                       | 4,4%                | 3,3%                       |
| 19       | 25 marzo 2015        | 3,4%                | 8,6%                       | 3,4%                | 3,6%                       |
| 20       | 26 marzo 2015        | 4,7%                | 5,6%                       | 4,3%                | 4,6%                       |
| Media    | Media                | 5,8%                | 8,4%                       | 5,3%                | 5,5%                       |

## Colonna sonora
1. Falling – Park Bo-ram
2. Because of You – Baek Ji-young
3. Embrace (품) – Yoon Hyun-sang
4. Wonderful World – J Rabbit
5. Only You (오직 너만) – Kim Bum-soo
6. Maybe (어쩌면, 어쩐지) – Epitone Project e Lucia
7. Hyde Jekyll (하이드 지킬) – Snuper